# Фатьма-султан (дочь Мехмеда IV)
Фатьма́-султа́н (тур. Fatma Sultan; ?, Эдирне — декабрь 1700, Стамбул) — дочь османского султана Мехмеда ΙV. Фатьма была замужем за бейлербеем Силистры Тырнакчы Черкесом Ибрагимом-пашой, от которого родила двоих дочерей.

## Имя
В труде османского хрониста Фындыклылы Мехмеда-паши «Нусретнаме» эта дочь Мехмеда IV названа Эметуллах (тур. Emetullah). В «Реестре Османов» османского историка Сюрея Мехмед-бея, «Структуре Османской династии» османиста Энтони Олдерсона и труде «Жёны и дочери османских султанов» турецкого историка Чагатая Улучая она указана как Фатьма (тур. Fatma). Турецкий историк Недждет Сакаоглу указал двойное имя — Фатьма Эметуллах (тур. Fatma Emetullah).

## Биография
О жизни Фатьмы-султан известно мало. Она родилась в Эдирне и была дочерью османского султана Мехмеда ΙV. Дата её рождения неизвестна.
В сентябре 1695 или в 1696 году Фатьма-султан была выдана замуж за бейлербея Силистры Тырнакчы Черкеса Ибрагима-пашу, который был казнён в 1697 году. В этом браке родилось две дочери: Сафие Ханым-султан и Рукие Ханым-султан. Сафие Ханым-султан скончалась в 1710 году. Рукие Ханым-султан в 1708 или 1709 году во время правления её дяди Ахмеда III вышла замуж за Сирке Османа-пашу (умер в 1724), вызванного из Боснии; Рукие умерла в 1720 году.
Версии о втором браке султанши разнятся. Сакаоглу и Олдерсон писали, что в 1698 году Фатьма-султан стала женой губернатора Ракки Топаль Юсуфа-паши, однако, Улучай писал, что брак с Юсуфом-пашой действительно планировался в 1697 году, но на момент смерти Фатьмы её мужем был Везир Мехмед-паша.
Фатьма-султан умерла молодой в Стамбуле 6 или 13 декабря 1700 года. В «Нусретнаме» написано, что она умерла от оспы, однако в «Реестре Османов» и у Улучая указана другая причина смерти — туберкулёз. Тело султанши было доставлено из её особняка в Баязите в Новую мечеть; Сакаоглу писал, что возглавлял похоронную процессию глава чёрных евнухов Незир-ага, замыкал — её вдовец Юсуф-паша. После того, как визири, улемы и члены Дивана совершили свои молитвы, она была похоронена рядом со своим отцом Мехмедом IV в гробнице Турхан-султан. Согласно Улучаю, имущество Фатьмы было распределено между её братьями Мустафой II и Ахмедом III, сёстрами Хатидже-султан и Умми-султан, дочерью Сафие Ханым-султан и вдовцом Мехмедом-пашой.